# Ogródek dendrologiczny „Uroczysko-Piekiełko” w Gaszowie
Ogródek dendrologiczny „Uroczysko-Piekiełko” w Gaszowie – arboretum położone na terenie Nadleśnictwa Lwówek Śląski w Gaszowie, w powiecie lwóweckim,  w województwie dolnośląskim. Park ze śródleśnym jeziorem będącym pozostałością dawnej kopalni gliny zlokalizowany jest we Włodzickim Lesie w pobliżu wsi Gaszów, między miejscowościami Skała i Włodzice Wielkie, około 8 km na południowy zachód od Lwówka Śląskiego.

## Historia
Powstanie obiektu związane jest z dawną cegielnią należącą do Emila Wielanda, działającą w XIX wieku. Na jej terenie eksploatowano glinę, a w miejscu wyrobiska powstało niewielkie jezioro śródleśne – dziś określane jako „Piekiełko”. Jeszcze przed II wojną światową przy jeziorze zbudowano altanę i pomosty, które zostały odrestaurowane w latach 90. XX wieku. W tym samym czasie założono tam ogród dendrologiczny pod opieką Nadleśnictwa Lwówek Śląski.

## Opis obiektu
„Uroczysko Piekiełko” to ogródek dendrologiczny w głębi Włodzickiego Lasu. Składa się ze śródleśnego stawu z wyspą pełniącego rolę zbiornika przeciwpożarowego. Wokół stawu poprowadzono ścieżki spacerowe, będące elementem parku edukacyjno-przyrodniczego.
Na terenie arboretum znajdują się liczne tablice edukacyjne dotyczące lokalnych gatunków drzew, krzewów i zwierząt, a także zagadnień z zakresu ekologii i ochrony przyrody. Miejsce to od lat służy również jako przestrzeń do organizacji zajęć edukacyjnych z leśnikami, w tym lekcji terenowych dla dzieci i młodzieży szkolnej. Odbywają się tu m.in.: zajęcia z zakresu edukacji leśno-przyrodniczej, spotkania integracyjne i edukacyjne z leśnikami, wydarzenia okolicznościowe, jak np. Dzień Leśnika (m.in. w 2016 roku), zajęcia plenerowe z udziałem szkół (np. obchody I dnia wiosny przez SP Włodzice w 2014 roku).
Przy drodze leśnej prowadzącej w okolicach miejsca "Uroczysko - Piekiełko" znajduje się skrytka geocachingowa.
W ramach inicjatywy „Dęby Papieskie”, na terenie ogródka posadzono również Dąb Papieski nr 391.

## Współczesność
W 2021 roku pojawiły się krytyczne głosy mieszkańców i turystów wskazujące na pogarszający się stan wizualny i przyrodniczy uroczyska. Skarżono się na zanieczyszczenia zbiornika, brak wody, usunięcie bluszczu i uszkodzenia infrastruktury. Nadleśnictwo wyjaśniło, że jest to efekt prowadzonych prac remontowych i modernizacyjnych, mających na celu poprawę stanu technicznego oraz przyrodniczego obiektu w ramach projektu „Kompleksowy projekt adaptacji lasów i leśnictwa do zmian klimatu – mała retencja oraz przeciwdziałanie erozji wodnej na terenach górskich”. Celem inwestycji było:
- zwiększenie retencji wody,
- poprawa odporności ekosystemu na zmiany klimatyczne,
- stworzenie warunków dogodnych dla bytowania i rozrodu dzikiej zwierzyny,
- poprawa funkcji edukacyjno-przyrodniczych[13].

W trakcie prac m.in. wzmocniono brzegi zbiornika kamieniem, przebudowano pomosty na kładki, zbudowano nowe jazy oraz czasowo spuszczono wodę – ryby przeniesiono do stawów w Leśnictwie Nowogrodziec.
„Uroczysko-Piekiełko” stanowi najważniejszy punkt edukacji leśnej i przyrodniczej na terenie nadleśnictwa Lwówek Śląski. Jest miejscem rokrocznie odwiedzanym przez ok. 1000 osób, podczas spacerów, rekreacji oraz kilkudziesięciu zajęć ekologicznych; przyciągającym również turystów indywidualnych zainteresowanych przyrodą Dolnego Śląska.